# Central térmica de Corrales
La central térmica de Corrales fue una instalación termoeléctrica de carbón ubicada en el término municipal español de Aljaraque, en la provincia de Huelva. Las instalaciones fueron construidas por la Tharsis Sulphur and Copper Company Limited en 1917, encontrándose clausuradas en la actualidad.

## Historia
En 1917 la Tharsis Sulphur and Copper Company Limited levantó una central térmica en la zona de Corrales con el fin de generar electricidad para sus instalaciones industriales, entrando en servicio un año más tarde. El edificio que acogía la central fue construido en hormigón armado, siendo en su momento una de las primeras edificaciones de este tipo en la región andaluza. Años después la planta fue apagada debido a que las instalaciones del Departamento de Corrales fueron conectadas a la red de la Compañía Sevillana de Electricidad a través de una subestación de Gibraleón. En la década de 1940 diversas vicisitudes llevarían a que la Compañía de Tharsis reactivase la central térmica, pero esta vez ejerciendo una función auxiliar del suministro de «Sevillana» ―por lo que solo operó durante las noches―.

## Características
La planta se encontraba situada a unos 300 metros al norte de la estación de ferrocarril. Se trata de un conjunto formado por un edificio central, la chimenea de salida de humos y una balsa. La maquinaria de la central estaba compuesta por dos calderas alimentadas por carbón. El vapor producido impulsaba dos máquinas de triple expansión con una potencia de 860 CV mediante las cuales se movían dos alternadores de 600 kW/hora y una intensidad de 260 amperios. A través de este proceso se conseguía generar una potencia de unos 2000 vatios, con una frecuencia de 20 períodos por segundo. Este conjunto se veía completado por una máquina de doble expansión que movía un alternador de 150 kW/h y servía para abastecer el alumbrado de las instalaciones y el poblado obrero.